# Els nens de l'estació del zoo (sèrie de televisió)
Els nens de l'estació del zoo és una sèrie dirigida per Philipp Kadelbach i produïda per Amazon Studios i Constantin Television, basada en llibre homònim de Christiane F. publicat en 1978 juntament amb els periodistes Kai Herrmann i Horst Rieck. La sèrie segueix un grup de sis adolescents que lluiten per aconseguir el seu somni de felicitat i llibertat, deixant enrere a les seves famílies, professors i tot aquell que no els entengui, és protagonitzada per Jana McKinnon en el paper principal, junt amb un repartiment format per Lena Urzendowsky, Lea Drinda, Michelangelo Fortuzzi, Jeremias Meyer i Bruno Alexander.

## Repart

### Principal
- Jana McKinnon com a Christiane F., una noia que s'endinsa en el món de les drogues i la prostitució infantil com a mode de fuita de la seva situació familiar i per a encaixar en el col·legi.
- Lena Urzendowsky com a Stella, l'amiga de Christiane i la qual li introdueix al món de l'addicció mentre ella lídia amb la dependència a l'alcohol de la seva mare i haver de cuidar dels seus germans.
- Lea Drinda com a Babsi, una noia que intenta escapar de la cura exigent de la seva àvia alhora que del seu passat familiar.
- Michelangelo Fortuzzi com a Benno, un noi que intenta estalviar diners per a mudar-se amb la seva germana al Canadà, però els seus problemes amb l'addicció li impedeixen arribar a la seva meta.
- Jeremias Meyer com a Axel, amic de Christiane i company de treball de Benno que intenta portar una vida normal i deixar l'addicció enrere quan està s'interposa amb el seu treball.
- Bruno Alexander com a Michi, millor amic de Benno que coneix bé l'escena de la prostitució com a mitjà per a mantenir el seu consum d'heroïna.

### Recurrents
- Angelina Häntsch com a Karin, mare de Christiane.
- Sebastian Urzendowsky com a Robert, pare de Christiane.
- Bernd Hölscher com a Günther Breitweg, home adult que inicia una relació íntima amb Stella amb l’acord de proporcionar-li drogues a canvi de favors sexuals i viure amb ell.
- Valerie Neuenfels com a Nati, mare de la Stela i alcohólica.
- Stella Brückner com a Nicole, germana petita de Stella.
- Franz Schmidt com a Nils, germà petit de l’Estela.
- Tom Gronau com a Matze, primera parella de la Christiane.
- Hildegard Schmahl com a Anni, avia de la Babsi.
- Nik Xhelilaj com a Dijan, dj de ‘Sound’ i interès romàntic de Babsi que amaga secrets obscurs.

## Episodis
| Núm. | Títol                | Direcció          | Data d'estrena       |
| --- | -------------------- | ----------------- | -------------------- |
| 1 | Puppies              | Phillip Kadelbach | 19 de febrer de 2021 |
| Per a fugir de la seva precària situació familiar, Christiane es fa amiga de Stella. Gràcies a ella coneix a un variat grup d'amics inadaptats que obliden les seves penes ballant i bevent junts en el SOUND. Fosos en l'eufòria del club, es perden en la música i s'evadeixen junts de la realitat. És el principi d'una gran amistat.                                                                 |                      |                   |                      |
| 2 | Christmas            | Phillip Kadelbach | 19 de febrer de 2021 |
| Fora del SOUND, les vides dels nous amics de Christiane són molt més complexes del que deixa entreveure la boirina del club. Cada vegada més distanciada dels seus pares i les seves discussions, es va endinsant en els mons dels seus amics. Per Nadal tots viuen una sèrie d'experiències esquinçadores que uneixen més al grup.                                                                       |                      |                   |                      |
| 3 | Bowie                | Phillip Kadelbach | 19 de febrer de 2021 |
| Mentre la línia entre la vida i el consum de drogues cada vegada és més difusa, els amics es necessiten més que mai. Christiane i Benno afermen la seva amistat. Axel ha guanyat entrades per a tots per a anar al concert de David Bowie i la nit acaba sent un caos. Christiane acaba sola en el camerino de Bowie i té una experiència única que li canviarà la vida.                                  |                      |                   |                      |
| 4 | Letters              | Phillip Kadelbach | 19 de febrer de 2021 |
| Christiane es va de Berlín per a passar les vacances d'estiu en la granja dels seus avis, on reina un ambient innocent i idíl·lic. Però li dol que Benno no li escrigui. A Berlín Stella i Babsi abandonen a les seves desastroses famílies i fan un tèrbol tracte amb un client. Mentrestant, Benno i Michi han de prostituir-se per a aconseguir H.                                                     |                      |                   |                      |
| 5 | 4000 a month         | Phillip Kadelbach | 19 de febrer de 2021 |
| Enganxats per complet a l'heroïna i a ells mateixos, la relació entre Christiane i Benno comença a trontollar-se. Per a poder pagar-se la seva addicció, Christiane, Stella i Babsi fan el carrer. Una notícia espantosa deixa al grup d'amics en xoc i Karin a la fi s'adona que la seva filla és drogoaddicta. Ajuda a Christiane i a Benno a reprendre la seva vida normal.                            |                      |                   |                      |
| 6 | One last hit         | Phillip Kadelbach | 19 de febrer de 2021 |
| Després d'una dura cura, Christiane i Benno aconsegueixen desintoxicarse. Quan veuran als seus amics per a convèncer-los que facin el mateix, es punxen per última vegada. Una nit màgica més a casa d'Axel. Al matí els espera una desgràcia que els deixa abatuts. Stella acaba en la presó i Christiane i Benno volen anar-se de Berlín, però al final Christiane es queda esperant sola en l'estació. |                      |                   |                      |
| 7 | When the night comes | Philip Kadelbach  | 19 de febrer de 2021 |
| Christiane ingressa en una clínica de desintoxicació, però no triga a escapar-se. Benno i Michi han fugit a Praga, on a la fi poden explorar l'atracció sexual que fa temps que turmenta la seva amistat. Christiane torna al SOUND i Babsi no pot resistir la temptació d'anar a veure al DJ. El retrobament de les amigues desencadena una espiral descendent que acabarà en desastre.                  |                      |                   |                      |
| 8 | Dawn                 | Philip Kadelbach  | 19 de febrer de 2021 |
| Deprimida després de l'última tragèdia, Christiane s'injecta una sobredosi. Sobreviu i l'envien a casa dels seus avis per a desintoxicarse. A Berlín veu a Stella, que ara triomfa en els negocis, i visita a Benno en la presó. Michi està a Praga. El grup s'ha desintegrat. Encara que ja està neta, amaga una bosseta d'H en una taquilla l'estació del Zoo. Dos periodistes conten la seva història. |                      |                   |                      |